# Karl-August von Reisach
Karl-August Graf von Reisach (Roth, Baviera, 7 de julho de 1800 — Mosteiro Redentorista de Contamine, França, 22 de dezembro de 1869) foi um teólogo católico alemão e cardeal da Igreja Católica.

## Biografia
Nasceu em Roth em 6 de julho de 1800, Roth. Filho de Johann Adam von Reisach (1765-1820), conde de Steinberg, e da baronesa Therese Freiin von Grumppenberg (1771-1834). Recebeu o sacramento da confirmação, 2 de setembro de 1810.
Inicialmente, educado por preceptores; escola secundária em Neuburg e Munique; estudou filosofia em Munique (1816); depois, na Universidade de Heidelberg, Heidelberg (direito); na Universidade de Landshut, Landshut (doutorado in utroque iuris, direito civil e canônico, 23 de agosto de 1821); no Collegio Romano  Roma (doutorado em teologia, 5 de setembro de 1828); e no Collegio Germanico, Roma.
Ordenado em 10 de agosto de 1828. Professor de direito canônico; e reitor do Colégio Urbano de Propaganda Fide, Roma, 1º de dezembro de 1830. Consultor da SC dos Assuntos Eclesiásticos Extraordinários, 14 de novembro de 1832. Qualificador da Suprema SC das Inquisições, 13 de fevereiro de 1835 a 1855. Consultor da SC do Índice, 5 de fevereiro de 1836 a 1855.
Eleito bispo de Eischstätt, 11 de julho de 1836. Consagrado, 17 de julho de 1836, Arquibasílica de São João de Latrão, Roma, pelo Papa Gregório XVI, auxiliado por Giovanni Soglia Ceroni, patriarca latino titular de Constantinopla, secretário da SC de Bispos e Regulares, e por Giovanni Giacomo Sinibaldi, arcebispo titular de Damiata, presidente da Pontifícia Academia Eclesiástica. Na mesma cerimônia foi consagrado Lodovico Altieri, arcebispo titular de Efeso, núncio na Áustria. Coadjutor, com direito sucessório, de München und Freising, mantendo a sede de Eischstätt durante a coadjutura, 12 de julho de 1841. Sucedeu à sede metropolitana de München und Freising, 1 de outubro de 1846.
Criado cardeal sacerdote no consistório de 17 de dezembro de 1855; recebeu o gorro vermelho e o título de S. Anastasia, em 20 de dezembro de 1855. Renunciou ao governo pastoral da arquidiocese de München und Freising, em 19 de junho de 1856 e fixou residência em Roma. Negociador da concordata com o Barão Adolph von Ow de Würtember, 7 de julho de 1856. Negociador da concordata com Baden, 1º de maio de 1859. Prefeito da SC para a correção dos livros da Igreja Oriental, 14 de maio de 1859 até janeiro 6, 1862. Prefeito da SC de Estudos de 25 de setembro de 1861 até sua morte. Optou pelo título de S. Cecília, conservando em comenda o título de S. Anastasia, 27 de setembro de 1861. Membro do conselho preparatório do Concílio Vaticano I, março de 1865. Negociador do acordo com o imperador da França sobre os assuntos políticos com os Estados Pontifícios, 11 de agosto de 1866. Camerlengo do Sacro Colégio dos Cardeais, de 22 de fevereiro de 1867 a 13 de março de 1868. Optou pela ordem dos bispos e pela sé suburbicária de Sabina, conservando em comenda o título de S. Anastasia, em 22 de junho de 1868. Participou do Vaticano I, 1869; membro de sua presidência, em 2 de dezembro de 1869. Acometido por problemas de saúde enquanto estava em Roma, mudou-se para a Alta Sabóia em busca de um clima melhor em 4 de outubro, onde acabou sucumbindo após piorar.
Morreu em Mosteiro Redentorista de Contamine em 22 de dezembro de 1869, de hidropisia, no convento dos Padres Redentoristas, La Contamine-sur-Arve, Alta Sabóia. Depois de um solene funeral realizado em La Contamine, presidido pelo vigário geral da diocese de Annecy, seu corpo foi transportado para Roma, acompanhado pelo padre Henri Billet CSsR., superior do convento redentorista de Contamine, chegando em 1º de janeiro de 1870 , à noite, seguindo diretamente para a igreja de Sant'Anastasia. Enterrado na igreja de S. Anastasia, Roma, seu antigo título.